# Alconchel
Alconchel es un municipio y localidad española de la provincia de Badajoz, en la comunidad autónoma de Extremadura. Su población en 2016 era de 1750 habitantes según el INE.

## Ubicación
Está situado al suroeste de la provincia de Badajoz, a mitad de camino entre Olivenza y Jerez de los Caballeros, sobre un ámbito dominado por las sierras de las Puercas y la Cobana, ocupando el seno que en ese punto forma la rivera de Táliga.
Limita al norte con Olivenza, al sur con Villanueva del Fresno, al este con la vecina Táliga e Higuera de Vargas, y al oeste con Cheles y con Portugal, de la que le separa el río Guadiana. Pertenece a la comarca de Llanos de Olivenza y al partido judicial de Olivenza. En la localidad se encuentra en el cerro de Miraflores el castillo de Alconchel.

## Historia

### Edad Media
La villa de Alconchel nacía en el periodo árabe y sería repoblada en la segunda mitad del siglo XII por cristianos a instancia de Alfonso I de Portugal (Alfonso Enríquez, o Alfonso I de Borgoña).
En 1264, durante el reinado de Alfonso X el Sabio, Alconchel pasaba otra vez a la Corona de Castilla y la plaza era cedida a los Templarios. Posteriormente, y por corto período, Alconchel pasaba nuevamente bajo el dominio portugués. 
Posteriormente Alconchel estuvo bajo la jurisdicción del maestre de la Orden de Alcántara, Gutierre de Sotomayor, quien la rigió hasta que pasaba a los señores de Zúñiga y al marquesado de San Juan de Piedras Albas y Bélgida. El primitivo castillo de Miraflores, sería levantado durante el periodo musulmán, y ampliado y dotado de nuevas defensas durante los siglos XIV y XV, que es a partir de entonces cuando Alconchel ya gozaba de identidad propia.

### La conquista de América
Según el libro “La epopeya de la raza extremeña en Indias” del pbro. Vicente Navarro del Castillo, 25 alconcheleros se alistaron en las mesnadas que fueron al territorio americano. Uno de ellos, Pedro de Alconchel, estaba al servicio de Francisco Pizarro, pasó al Perú y como trompeta de la expedición prestó señalados servicios, tomando parte en los acontecimientos de Cajamarca y en la toma de Cuzco.

### Historia posterior

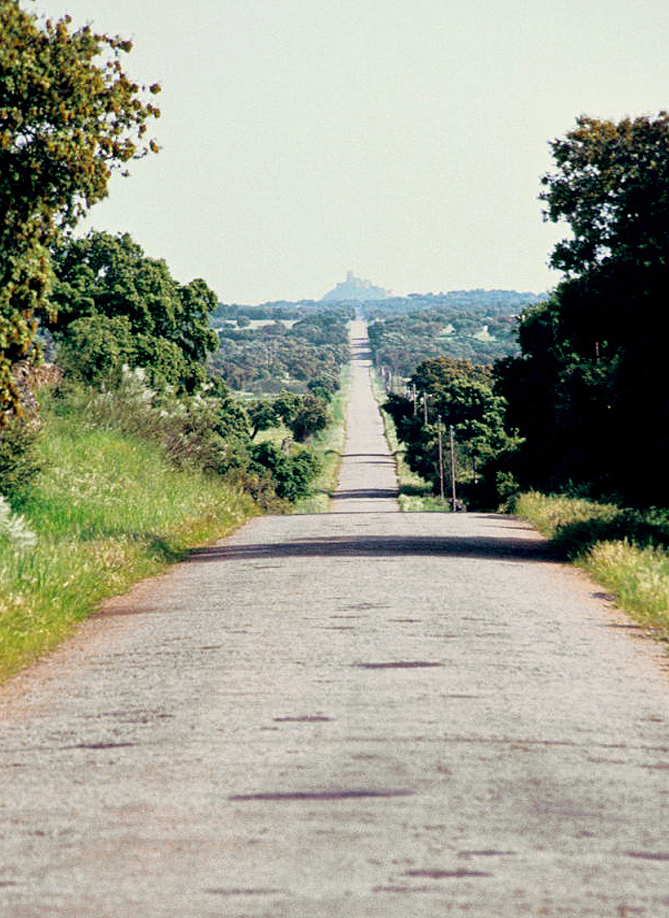
Actual carretera EX-107 en 1984, con el castillo de Alconchel al fondo.

Los constantes enfrentamientos con la vecina Portugal, iban a perjudicar a los pobladores de Alconchel como al resto de habitantes de la zona fronteriza, y en diversas ocasiones sufrirían invasiones y desplazamientos en los ataques realizados por las huestes portuguesas.
A la caída del Antiguo Régimen la localidad se constituye en municipio constitucional en la región de Extremadura. Desde 1834 quedó integrado en el partido judicial de Olivenza. En el censo de 1842 contaba con 617 hogares y 2020 vecinos.

### Fuero de Baylío
Exceptuando la villa de Barcarrota, en las demás poblaciones de la actual Comarca de Olivenza, se aplicaba el mencionado Fuero, que era una vieja tradición legal y que afectaba al régimen económico matrimonial. En virtud de este fuero, se hacían comunes todos los bienes aportados por los contrayentes mientras durara la unión, y en participación, por igual que duraba hasta liquidarse la sociedad conyugal, como consecuencia de la separación, divorcio o muerte de uno de los consortes.
Esta tradición legal, se remonta a los albores del siglo XIII y aún sigue teniendo vigencia en varios pueblos de la Baja Extremadura, concretamente en la parte centro-occidental de la provincia de Badajoz.

## Demografía
Alconchel cuenta con una población de 1626 habitantes (INE 2024).
| Gráfica de evolución demográfica de Alconchel entre 1842 y 2021                                                       |
| |
| Población de derecho según los censos de población del INE. Población de hecho según los censos de población del INE. |

## Economía
La ganadería es la actividad económica principal. Destacan las dehesas de encinas y alcornoques para el engorde del ganado porcino.

## Cultura

### Fiestas
Carnavales. Febrero
- Tienen la particularidad de que se celebran el fin de semana siguiente, dentro ya de la Cuaresma. Se tienen datos de este hecho del siglo XIX, por celebrarse con más euforia el llamado “Domingo de Piñata”, que era el segundo domingo de Carnaval.
- Un juego de gran tradición durante los Carnavales, que se mantiene vivo, es el llamado juego del entregá, consistente en que los vecinos, disfrazados, se juntan en la Plaza de España o llamado “Terrero”, distribuyéndose en corros o círculos, comenzando a lanzarse cacharros de barro (botijos, cántaros, etc.). El origen de este juego esta en las congregaciones en torno a las fuentes, donde comenzaban a lanzarse todo tipo de cacharros de barro para divertirse. Depende del año cambia la fecha.

Romería en honor a la patrona Virgen de la Luz. El 15 de marzo, en el Convento de los Jarales.
Semana Santa  Marzo/abril 
- Goza de fervientes devotos, que al encuentro con los diferentes pasos, viven la Semana Santa con gran emoción.

Feria del espárrago y la tagarnina. Primer fin de semana de abril, salvo alguna excepción por coincidencias con Semana Santa. Fiesta gastronómica de primer nivel.
Romería de San Isidro, junio.
Fiesta de los "Mastros". Día de San Juan, junio.
- Los vecinos de la localidad, hacen muñecos de paja (los Mastros), que disfrazan, normalmente de sucesos acontecidos en la actualidad, (una especie de burla), y queman posteriormente. Esta fiesta está acompañada de una verbena en la que los vecinos se divierten y bailan al son de la música.

La Zaraguita Mora. 14 de agosto (salvo excepciones de que coincida la fecha con las Fiestas locales). Espantajo que sirve para contar la historia de Alconchel y mostrar su castillo.
Fiestas de agosto. Fusión de las Fiestas del Emigrante y las Fiestas Patronales en honor a la Virgen de la Luz. Se celebran el tercer fin de semana de agosto (de Jueves a Domingo).
Fiestas del Cristo en septiembre. 
- Organizada por la Hermandad del Cristo. Se celebran el 14 y15 de septiembre con actos religiosos en su honor y posteriormente para todos los devotos, es festejada con una verbena.

### Milagros de Nuestra Señora de la Luz
Según revela el texto aludido, en aquella época, muchos milagros obró la Virgen de la Luz del convento de Moncarche (Los Jarales, o de los Cabriles). Mayor Manuel, esposa de Diego de Mendoza, alcaide de Morón de Portugal y tía de la marquesa de Villanueva, cuentas una serie de milagros que tuvieron lugar durante los primeros años de la fundación del monasterio de Moncarche. 
En 1543, un hijo de Mayor, estando bebiendo en un arroyo se le agarró una sanguijuela en la garganta y su madre fue a pedirle a la Virgen de la Luz remedio para su hijo que al cabo de unos días estaba en peligro de muerte. Oyendo ambos una misa en la capilla de la Virgen, la sanguijuela se soltó y el joven se salvó de morir desangrado.
Entre otros varios, también relata fray Moles, que un caballero portugués de los que habían participado en la batalla de Alcazarquivir en Marruecos, prometió venir en romería a dar gracias la Virgen de la Luz si salía con vida de aquella batalla; camino de su destino, al salir de Higuera de Vargas, el caballero portugués se perdió y milagrosamente fue a parar al convento de Moncarche, donde aprovechó para dar gracias a la Virgen por haberle salvado la vida. 
Es probable que debido a la devoción que la zona profesaba a la Virgen de la Luz de Moncarche, tanto Alconchel como Cheles, en tiempos pasados eran muy devotos de la Virgen de la Luz. Mientras hoy Alconchel la tiene como patrona, en Cheles las festividades de la Virgen de la Luz, que antes se celebraban en agosto, han desaparecido prácticamente al dedicarles estas festividades a los emigrantes. 

## Patrimonio

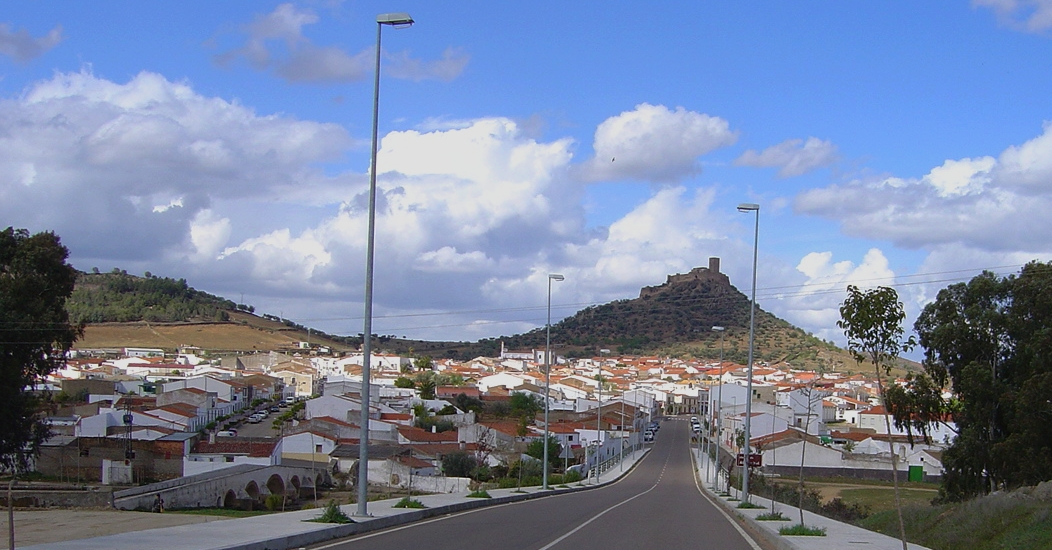
Alconchel.

### Convento de los Jarales
Y precisamente basado en lo añejo, existen unas páginas antiguas, escritas en 1592 y tituladas: “Memorial de la Provincia de S. Gabriel, de la Orden de los frailes menores de observancia” recopiladas por fray Juan Baptista Moles, donde entonces este fraile investigador habla del monasterio de Nuestra Señora de la Luz, situado en la Sierra de Moncarche (Los Jarales) y fundado en 1500 por fray Juan de Guadalupe; en ese memorial, fray Baptista Moles, en un castellano antiguo, cuenta los pormenores del nombrado convento que en esta corta reseña se ofrece de forma concisa:
Este es más eremitorio que convento, porque es más pequeño en edificios, y sin poderse ampliar por estar asentado en una ribera llamada Fregamuñoz, en áspero y solitario asiento de difícil acceso; los poblados más cercanos son las villas de Alconchel, Villanueva del Fresno y Cheles, estando cada una de ellas a una legua y media del monasterio…. Aquí se recogieron los primeros padres cuando hallaron derrocadas (destruidas) sus casas de Trujillo, Villanueva de la Serena y Salvaleón… Hay memoria que aquí se halló una imagen de Nuestra Señora que ahora está en el alta mayor. 
La imagen tiene una abertura en el pecho en la cual se guarda Santísimo Sacramento… Delante de la iglesia hay un pequeño patio con un hermoso naranjo donde se da sepultura a los frailes…. Hay gran concurso de gente de diversas partes por la devoción que se tiene a Nuestra Señora de la Luz, en especial gente de Portugal por estar cerca de la raya. Los portugueses le llaman Nuestra Señora de la Lapa… En los primeros tiempos, habitaban aquí muchos religiosos se recogían en celdillas que tenía excavadas entre los breñales…
Para pedir limosnas, tenían muchos pueblos, en especial Alconchel, en cuya jurisdicción está aquel santuario; los señores de este pueblo que le daban copiosas limosnas y fueron defensores de los frailes…. Así como los marqueses de Villanueva del Fresno y Cheles. En lo relacionado al mantenimiento de la enfermería, los señores de Alconchel, como patrones, les suministraban lo necesario. Los frailes tenía una huerta aledaña donde criaban sus hortalizas y algunos frutos para el sustento de los que siete u ocho que había en aquellos tiempos …

### Castillo de Alconchel(Miraflores)
Son evidentes las naturales condiciones defensivas del emplazamiento lo que supone la utilización defensiva de este emplazamiento, aunque no existen datos ciertos, en época prerromana se comenzó a aprovechar el Cerro de Miraflores como lo atestiguan los elementos ciclópeos utilizados como base de la actual fortaleza, las lápidas romanas aparecidas en la falda del castillo y los restos de columnas y monedas visigodas aparecidas.
Alonso I de Portugal lo reconquista en 1166, pasa a la Corona de Castilla bajo control de los templarios entre 1264 y 1312, año en que desaparece la Orden.

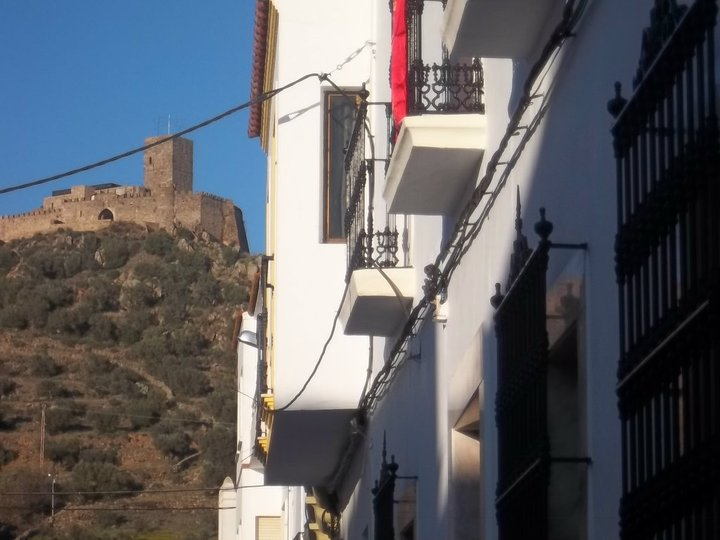
Castillo

A partir de entonces se van construyendo los sucesivos recintos y elementos fortificados a lo largo del siglo XIV y sobre todo en la segunda mitad del XVI, cuando era propiedad señorial de Gutiérrez de Sotomayor, que además fue Maestre de la Orden de Alcántara.
Por su situación fronteriza la fortaleza desarrolló importantes cometidos militares en las sucesivas campañas y enfrentamientos con el país vecino, sobre todo durante el siglo XVI, época en la que se acondicionaron sus defensas para poder disponer de artillería y demás armas pesadas. Perteneció al marquesado de San Juan de Piedras Albas y de Bélgida desde 1690 hasta el siglo XIX.
- Iglesia parroquial católica de Nuestra Señora de los Remedios, en la Archidiócesis de Mérida-Badajoz.[6]